# Astrid Schop
Pour les articles homonymes, voir Schop.
 Astrid Schop, née le 1er décembre 1965 à Amstelveen, est une coureuse cycliste néerlandaise. 
Elle remporte le deuxième Tour de la CEE en 1991.

## Palmarès sur route
- 1990
  -  Championne du monde de contre-la montre par équipes (avec Leontien van Moorsel, Monique Knol et Cora Westland)
  - Chrono des Herbiers féminin
  - 3e du Tour de la CEE
- 1991
  - Tour de la CEE :
    - Classement général

  -  Médaillée d'argent du championnat du monde de contre-la montre par équipes 
  - 2e du Chrono des Herbiers féminin 
  - 2e du championnat des Pays-Bas du contre-la montre
- 1992
  - 8e étape du Tour cycliste féminin 
  - 7e du Tour de la CEE 
  -  9e du Tour cycliste féminin
- 1993
  - 3e étape du Zeeuws Vlaams Wielerweekend
  - 6e du Tour de l'Aude
  - 9e du Tour de la CEE

## Palmarès sur piste
- 1991
  - 3e du championnat des Pays-Bas de la course aux points